# Centrale idroelettrica di Prestone
La centrale idroelettrica di Prestone è una centrale idroelettrica italiana in provincia di Sondrio.
La centrale è stata costruita nel 1953 dallo studio Ponti Fornaroli Rosselli.
La centrale è stata commissionata da Edison, ed ora è gestita da A2A.
La progettazione della centrale ha inizio nel 1951.

## Caratteristiche
La centrale ha una potenza installata di 23,5 MW, e può generare fino a 73 milioni di kWh.
L'acqua scaricata viene poi sbarrata nel bacino artificiale, per poi essere inviata alla centrale di Mese.